# Zyklonsaison im Südwestindik 2010–2011
Die Zyklonsaison im Südwestindik 2010–2011  begann offiziell am 15. November 2010 und endete am 30. April 2011, mit Ausnahme von Mauritius und den Seychellen, wo sie erst am 15. Mai 2011 endete. Diese Daten begrenzen konventionell die Zeit des meteorologischen Jahres der Südhalbkugel, in denen sich im südwestlichen Indik die meisten tropischen Wirbelstürme bilden. Das erste tropische System bildete sich jedoch bereits am 25. Oktober 2010.
Die tropischen Wirbelstürme in diesem Becken werden durch das Regional Specialized Meteorological Centre (RSMC) in La Réunion, Frankreich überwacht. Das Verantwortungsgebiet von Météo-France umfasst den Indischen Ozean südlich des Äquators und westlich von 90° östlicher Länge. Tropische Wirbelstürme in diesem Bereich werden Zyklone genannt. Das Joint Typhoon Warning Center (JTWC) in Honolulu beobachtet ebenfalls das Wettergeschehen in diesem Seegebiet; es gibt Sturmwarnungen aus, die sich primär an Einrichtungen der Streitkräfte der Vereinigten Staaten im Indischen Ozean richten.

## Stürme

### Tropische Depression 01
Am 25. Oktober um 12:00 Uhr UTC stellte Météo-France fest, dass sich im südwestlichen Indik eine tropische Störung gebildet hat. Das Joint Typhoon Warning Center (JTWC) identifizierte die tropische Störung am selben Tag rund 800 Seemeilen östlich von Diego Garcia als Tiefdruckgebiet. Das System zog zunächst in südöstlicher und dann südlicher Richtung und wurde zwölf Stunden später zur tropischen Depression hochgestuft. Einige Stunden später klassifizierte das JTWC das System direkt als tropischen Sturm. Am nächsten Tag meldete Météo-France eine leichte Abschwächung des Systems. Einige Stunden später stufte Météo-France in Le Reunion das System wegen weiterer Abschwächung in eine tropische Störung zurück. Spät an dem Tag stellte auch das JTWC eine Abschwächung des Sturmes in ein schwaches tropisches Tiefdruckgebiet fest und gab seine letzte Warnung aus.

### Tropischer Zyklon Abele (02U)
Am 29. November berichteten sowohl das TCWC in Perth als auch Météo-France die Bildung der Tropischen Störung 02 im südwestlichen Indischen Ozean, nicht weit weg vom Verantwortungsbereich des australischen Bureau of Meteorology, weswegen das TCWC in Perth das System als 02U klassifizierte. Auch das Joint Typhoon Warning Center (JTWC) klassifizierte das System als tropisch und kennzeichnete es als 03S, als es sich rund 1300 km westlich der Kokosinseln befand. Am 30. November stufte Météo-France die Störung zu einer tropischen Depression hoch. Am 1. Dezember intensivierte sich das System zum ersten tropischen Sturm der Saison und erhielt vom Mauritius Meteorological Service den Namen Abele. Am gleichen Tag stufte Météo-France Abele zum schweren tropischen Sturm hoch. Das System intensivierte sich weiter und erreichte am 2. Dezember die Stärke eines tropischen Zyklons. Das Joint Typhoon Warning Center klassifizierte Abele als Zyklon der Kategorie 1 nach der Saffir-Simpson-Hurrikan-Windskala. Am 3. Dezember stellt das JTWC fest, dass Abele auf seinem südöstlichen Kurs den 90. östlichen Längengrad überquert hat. Somit wurde Abele zum Bestandteil der australischen Zyklonsaison 2010–2011.

### Tropische Depression 03
Am 28. Dezember entwickelte sich in Nähe zu Indonesien ein Tiefdruckgebiet. Am 2. Januar 2011 gab Météo-France (MFR) bekannt, dass sich im südwestlichen Indik die Tropische Störung 03 gebildet hat. Das System intensivierte sich, sodass Météo-France das System einige Stunden später als tropische Depression klassifizierte. Früh am 3. Januar stellte das RSMC fest, dass sich das System abzuschwächen begann und stufte es zu einer tropischen Störung zurück. Einige Stunden später gab das RSMC die letzte Warnung zu dem System aus. Das Resttief zog auf einem erratischen Kurs in westsüdwestlicher Richtung über den Indischen Ozean. Am 15. Januar hatte sich das System so weit regeneriert, dass das Joint Typhoon Warning Center einen Tropical Cyclone Forming Alert auslöste. Das RSMC ging zwar wegen mäßiger bis starker Windscherung zunächst nicht davon aus, dass sich das Resttief vor dem Landfall auf Madagaskar zu einer tropischen Depression reintensivieren würde, sah sich jedoch früh am 16. Januar dazu veranlasst, das System erneut als tropische Depression einzustufen. Weil das System jedoch geradezu auf das Land driftete und sich nach dem Landfall bei Fenoarivo rasch abschwächte, hob das JTWC seinen am Vortag ausgegebenen TCFA auf. Spät am 17. Januar hatte sich das System vollständig aufgelöst.

### Tropische Störung 04
Am 30. Januar klassifizierte Météo-France ein Tiefdruckgebiet südlich von La Réunion als tropische Störung 04. Das System zog südwärts, und bereits am nächsten Tag hatte es seine tropischen Eigenschaften verloren, so dass das Météo-France die letzte Warnung zu dem System veröffentlichte.

### Intensiver Tropischer Zyklon Bingiza
Früh am 9. Februar stufte Météo-France ein Tiefdruckgebiet als tropische Störung 05 ein. Das System befand sich zu dem Zeitpunkt 260 km nordnordöstlich von Tromelin. Das System intensivierte sich einige Stunden später in eine tropische Depression und nach weiterer rapider Intensivierung am selben Tag in einen mäßigen tropischen Sturm, der den Namen Bingiza erhielt. Etwas später klassifizierte das Joint Typhoon Warning Center das System als Tropischen Zyklon 13S. Der zentrale Luftdruck begann am 11. Februar jedoch zu steigen und das System schwächte sich in der Folge ab. Am nächsten Tag wurden die Bedingungen jedoch sehr günstig für eine rapide Intensivierung, weil in der Höhe keine Windscherung vorhanden war und eine sehr gute Divergenz der Cirruswolken vorherrschte. Das nahezu stationäre System begann sich erneut zu intensivieren und wurde zu einem schweren tropischen Sturm und bald darauf zum tropischen Zyklon, der sich schließlich zu einem intensiven tropischen Zyklon entwickelte. Durch die Interaktion mit der Landmasse Madagaskars schwächte sich Bingiza spät am 13. Februar zu einem tropischen Zyklon ab. Nach dem Landfall Bingiza über Saranambana früh am 14. Februar schwächte sich der Wirbelsturm rapide ab. Das System wurde von Météo-France deswegen zur Depression über Land abgestuft. Das Tiefdruckgebiet zog langsam über Madagaskar hinweg und gelangte am 16. Februar als tropische Störung in die Straße von Mosambik. Über Wasser intensivierte sich das System erneut zu einer tropischen Depression. Bingaza erreichte nochmals kurz den Status eines mäßigen tropischen Sturmes, doch gelangte nach einer Richtungsänderung erneut über Land. Das System verlor über dem Süden der Insel sehr schnell an Kraft und löste sich schließlich am 20. Februar im südlichen Indischen Ozean auf.
Bingiza führte bei der Annäherung an Madagaskar zu starken Niederschlägen und Gewittern, die örtlich Überflutungen auslösten.

### Tropische Störung 06
Am 15. Februar klassifizierte Météo-France ein Tiefdruckgebiet nordöstlich von La Réunion als Tropische Störung '06'. Aufgrund von mäßiger Windscherung schwächte sich das System am nächsten Tag ab. Es löste sich am 20. Februar vollständig auf.

### Mäßiger Tropischer Sturm Cherono
Am 14. März gelangte das tropische Tief 23U aus der australischen Region in den Südwestindik, wo es als Tropisches Störung 07 klassifiziert wurde. Es intensivierte sich rasch und wurde bereits am nächsten Tage von einer tropischen Depression bis in einen mäßigen tropischen Sturm mit dem Namen Cherono hochgestuft. Am 19. März wurde festgestellt, dass der Sturm sich abschwächte. Am 21. März begann die Transition in eine subtropische Depression. Am 23. März hatte sich Cherono aufgelöst.

### Tropische Störung 08
Am 28. März zog ein Gebiet gestörten Wetters in den südwestlichen Indischen Ozean. Es wurde einen Tag später als Tropischen Störung 08 klassifiziert. Météo-France erwartete zwar eine Intensivierung des Systems in einen mäßigen tropischen Sturm während der ersten Apriltage, doch Windscherung verhinderte eine Intensivierung, und das System löste sich am 1. April auf.

### Subtropische Depression 09
Am 13. April bildete sich südlich von Madagaskar eine subtropische Depression. Das System erreichte zwar Windgeschwindigkeiten eines schweren tropischen Sturmes, behielt jedoch seine subtropischen Eigenschaften, sodass es keinen Namen erhielt. Es löste sich am 16. April auf, ohne Land gefährdet zu haben.

## Sturmnamen
Tropische Wirbelstürme erhalten in diesem Becken einen Namen, sofern sie mindestens die Stärke eines mäßigen tropischen Sturmes erreichen. Wenn ein System diese Stärke westlich von 55° östlicher Länge erreicht, wird der Name durch das Sub-Regional Tropical Cyclone Advisory Centre in Madagaskar zugewiesen; erreicht der Sturm diese Stärke zwischen 55° und 90° östlicher Länge ist das Regional Tropical Cyclone Advisory Centre in Mauritius für die Namensvergabe zuständig. Neue Namenslisten werden jedes Jahr herausgegeben, weswegen von der Liste der Namen tropischer Wirbelstürme keine Namen gestrichen werden. Die Namensliste für die Zyklonsaison im Südwestindik 2009–2010 wurde durch Météo-France im August 2009 bekanntgegeben. Die folgenden Namen wurden für benannte Stürme benutzt:
Abele, Bingiza, Cherono